# Lady Octopus
Pour les articles homonymes, voir Trainer.
Carolyn Trainer est un personnage appartenant à l'univers de Marvel Comics. Elle est apparue pour la première fois dans The Amazing Spider-Man #1 (1995). Elle est la fille du Dr Seward Trainer.

## Biographie
Assistante du Docteur Octopus à qui elle voue une profonde admiration, elle est experte dans le domaine de la réalité virtuelle. Avec Octopus, elle donne naissance à Stunner puis l'aide à la réalisation d'une arme utilisant la projection virtuelle. Lorsqu'Octopus est tué, elle endosse son identité tout en conservant la conscience du savant dans un programme informatique.
En tant que deuxième Docteur Octopus, elle combat Spider-Man et Ben Reilly. Elle tente également de tuer son père qu'elle méprise.
Après que le corps d'Octopus a été volé, elle réintègre l'esprit du défunt dans son enveloppe corporelle réanimé par la Main et redevient sa fidèle assistante.

## Apparitions dans d'autres médias
- 2021 : Spidey et ses amis extraordinaires (Spidey and His Amazing Friends) (série d'animation)

## Sources
Encyclopédie Marvel, Spider-Man de A à Z, Marvel France/Panini France S.A., 2004